# Cosmia penicillata
Cosmia penicillata là một loài bướm đêm trong họ Noctuidae.